# Dracaena mannii
Dracaena mannii är en sparrisväxtart som beskrevs av John Gilbert Baker. Dracaena mannii ingår i släktet dracenor, och familjen sparrisväxter. Inga underarter finns listade i Catalogue of Life.

## Bildgalleri

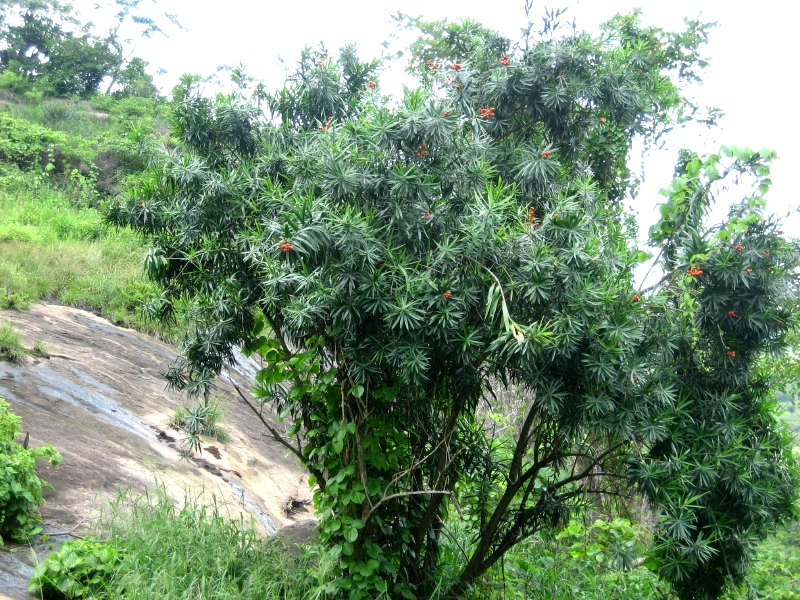